# 整理回収機構
株式会社整理回収機構（せいりかいしゅうきこう）は、金融機能の再生及び健全化を行うための銀行・債権回収会社である。

## 概要
設立過程及び役割から様々な特性を持つ。
産業再生機構、 第二日本承継銀行とともに預金保険機構100%出資で設立された株式会社であり、株式会社住宅金融債権管理機構（じゅうたくきんゆうさいけんかんりきこう、住管機構）および株式会社整理回収銀行（せいりかいしゅうぎんこう）が1999年4月1日に合併し、存続法人を住管機構として成立した。
前身の住管機構は、特定住宅金融専門会社の債権債務の処理の促進等に関する特別措置法第3条に基づき設立された株式会社である。
また、もう一方の前身である整理回収銀行は、バブル崩壊に伴い破綻した東京協和信用組合および安全信用組合（二信組事件を参照）の2組合の受け皿銀行として、住友銀行（当時:現三井住友銀行）や全国信用協同組合連合会および日本銀行の3団体により設立された株式会社東京共同銀行（とうきょうきょうどうぎんこう）が元になっており、1996年9月2日に整理回収銀行と改組されて金融機関の破綻処理機能を持たせた。
統一金融機関コードの2213は、安全信用組合→東京共同銀行→整理回収銀行の流れを受けたものである。
アメリカの整理信託公社(RTC)を意識しており、設立前は日本版RTCと呼ばれていた。

## 主な業務
整理回収機構は上述した特性を合わせ持ち、預金保険機構等との回収協定を結んだ銀行として、預金保険機構からの委託を受けた金融機能の再生等に関する業務を行なっている。具体的には住専法に基づく破綻した住宅金融専門会社の債権回収、預金保険法およびその附則や、保険業法等に基づく破綻金融機関の債権買い取り、金融機能の再生のための緊急措置に関する法律に基づく健全金融機関等からの債権の買い取り、金融機能の早期健全化のための緊急措置に関する法律等に基づく金融機関に対する資本注入等である。
金融機関に対する資本注入は、増資と言う形で金融機関の発行する優先株式や劣後債の買い入れや劣後ローンの引き受けを整理回収機構が行い、必要な資金を預金保険機構が貸し付け、債務保証や利益の収納等を行うと言う形で行われている。この資本注入の事を一般に公的資金の投入という。
また、破綻金融機関等の処理を通して経営責任を民事、刑事の双方から追及することで破綻に至った過程を明らかにし、また回収の障害になる不法行為を排除するための刑事告発や、保全処分等の法的な処置を行う。
以上の公的業務の他に、民間の債権回収業務や信託業務の機能も持ち、これらの機能を使い保有する不動産や資産の証券化を通じて不良債権の流動化を行う。なお、一般への融資機能は無い。したがって、同社に債権が持ち込まれた場合、債務者は事実上新たな借り入れや、借り入れのロールオーバーが出来なくなり、資産の売却や事業の譲渡を通じた形での返済のみを強いられることとなる。
住専の処理が終る事を受けた2011年の預金保険法の改正で、住専処理勘定の廃止と一般勘定への繰り入れ、承継銀行機能の付与、民間サービサー業務の廃止、特定回収困難債権(暴力団や総会屋がらみの債権や競売妨害が見込まれる債権)のサービサー機能の付与が行われた。また、2014年度からは金融庁より公表された文書「反社会的勢力との関係遮断に向けた取組みの推進について」に基づきこれに準ずるが預金保険法の対象外である、保険会社やノンバンクの債権に関しても買取を行うこととなった。
2012年、住専勘定の二次損失が1兆4017億円に確定し、政府と民間で半額ずつ負担することになった。それを政府分として、新金融安定化基金の運用益の贈与、整理回収機構の簿価超回収益、民間分として金融安定化拠出基金の運用益および元本を負担し、新たな財政支出を行わずに処理が終結することとなった。
また、1990年代に相次いで経営破綻した朝鮮総連系の信用組合の不良債権を、整理回収機構が譲り受け、その回収を進めるような業務も行っている。2005年11月には、朝鮮総連系信用組合への不良債権のうち627億円は実質的に朝鮮総連への融資だったとして、朝鮮総連に返済を求めて提訴した。2007年6月、東京地裁は整理回収機構の要求を認め、朝鮮総連に全額の返済を命じたが、強制執行などで一部しか回収できず、2017年に569億円未払いの状態で債権の時効消滅（10年）を迎えることになった。整理回収機構は時効の進行を中断させるために、2017年6月14日に朝鮮総連に未払いの569億円と利子を含め、910億円の支払いを求めて再び提訴した。その後、被告の朝鮮総連側は一度も出廷をせず、整理回収機構の要求が100％認められ、2017年8月2日、東京地裁は朝鮮総連に、全額の910億円の支払いを命じる判決を言い渡した。（朝鮮総連の担当者は「一切お話することはない」「担当者が不在で対応できない」との反応）

## 事業譲渡を受けた金融機関
不良債権処理を行う過程で不良資産買い取りを行っており、その中でもいくつかの金融機関については、一部または全部の事業譲渡を受けている。

### 東京共同銀行
- 安全信用組合 1995年3月開業時
- 東京協和信用組合 1995年3月開業時
- コスモ信用組合 1996年3月

### 整理回収銀行
- 木津信用組合 1997年2月
- 三福信用組合 1997年4月

### 整理回収機構
いずれも分割譲受
- 信用組合関西興銀 2002年6月 商銀信用組合
- 朝銀近畿信用組合 2002年8月 朝銀信用組合
- 朝銀関東信用組合 2002年12月
- 朝銀千葉信用組合 2002年12月
- 朝銀東京信用組合 2002年12月
- 朝銀長野信用組合 2002年12月
- 朝銀新潟信用組合 2002年12月

## 商号について
銀行は、銀行法（昭和56年法律第59号）第6条第1項の規定により「商号中に銀行という文字を使用しなければならない」ことになっている。また、債権回収会社は債権管理回収業に関する特別措置法（平成10年法律第126号）第13条第1項の規定により「商号中に債権回収という文字を用いなければならない」ということになっている。一方で、整理回収機構は預金保険法の一部を改正する法律（平成10年法律第133号）附則第11条第1項の規定により「商号中に銀行という文字を使用することを要しない」こと、また同条第12項の規定により「商号中に債権回収という文字を使用することを要しない」こととなっているため、いずれの規定からも外れた商号となっている。

## 歴代社長
中坊公平
詳しくは中坊公平の個別項目を参照。
鬼追明夫
同機構の社長在任当時、同機構の債務者となっていた不動産会社から、月当たり約10万円の顧問料を徴収していたことが発覚した。鬼追が所属する大阪弁護士会は、2008年9月16日に、「整理回収機構の職務執行に対し疑念を抱かせ、弁護士の品位を損う」などとして、鬼追を戒告の懲戒処分とした。

## 「RCC」の略称使用自粛へ
2004年9月29日に同じく「RCC」を英字略称としている広島県の放送局、中国放送より「RCC」の使用の自粛要請がなされた。その要請に対して、ウェブサイトからの削除及び、文書にRCCと書かない方針を決めた（略称「RCC」は残す方針）。これは整理回収機構の債務超過130億円報道の時に「RCC債務超過130億円」と報道され、中国放送に苦情や問い合わせが殺到し、中国放送にマイナスイメージが付きかねなかっためであった。

## 機構の問題点
著名な弁護士として知られた中坊公平を社長に迎え、盤石にみえた整理回収機構であったが、中小企業に対して過酷な債権回収を行っていることが批判された。また、中坊は破綻した朝日住建の債権回収の際に、競合する債権者に対して、土地の評価額を伏せることで15億円を詐取した件を、朝日住建子会社の元社長増田修造から内部告発された。その後、2002年10月に東京地方検察庁特別捜査部へ詐欺罪で告発され、起訴の可能性が極めて高いとされたが、中坊が弁護士業を廃業すると約束した事で情状され、起訴猶予処分となった。
整理回収銀行勘定の不良債権の多くは、中小企業に対する債権である一方、住専勘定の債権は暴力団が入り込んだ先や、既に先順位の担保がついた回収が難しい債権が多い。そのため、その帳尻を合わせるために中小企業向けの債権を強引に回収している、という実態がある。その一方で、山田洋行事件では、オーナーによる資産隠し疑惑において、回収できる債権を裏取引により放棄したとの疑惑を持たれた。

## マスコミの報道を巡る論争
朝日新聞社や週刊朝日の報道を巡り、整理回収機構はその内容により信用を毀損されたとして、朝日新聞社の第三者委員会である報道と人権委員会に救済を申し立てたが、同委員会は「記事により、機構に対する客観的な社会的評価が低下したとまでは認められない」として同社に救済措置を求めないことを決定した。

## エピソード
- 前身の東京共同銀行が業務を開始したのは1995年3月20日であるが、この日の朝に地下鉄サリン事件が発生したため、当時メディアでの扱いは小さかった。なお、地下鉄サリン事件の報道で神谷町駅が大きく取り上げられていたのは、マスコミの取材陣が、東京共同銀行の業務開始を取材するために東京共同銀行の本店（旧安全信用組合の本店を継承）があった神谷町駅前に集中していたためである[8]。
- 整理回収銀行となった後は既存口座への入金が一切できなくなり、預金者には他の銀行に口座を移すよう通知がなされた[9]。

## 関連図書
- トッカイ バブルの怪人を追いつめた男たち 清武英利 ISBN 978-4065154281